# Harira

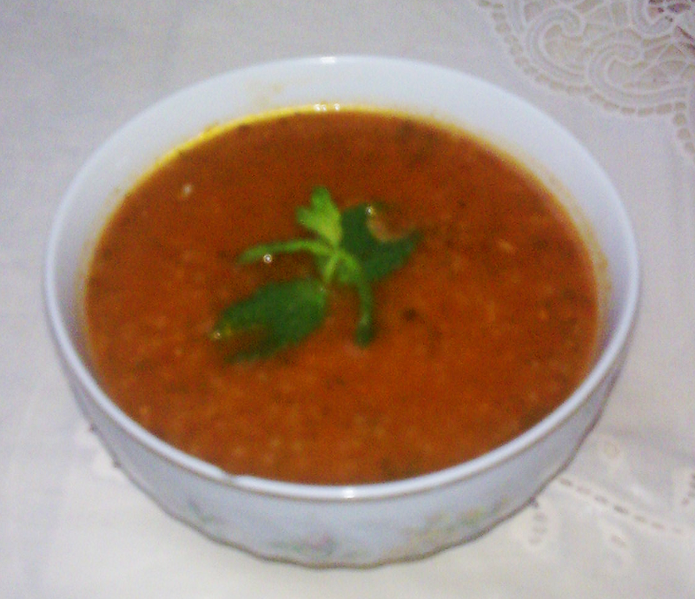
Harira oranaise.

Harira é um guisado ou uma sopa forte, muito popular em todo o Magrebe durante o Ramadan para quebrar o jejum, composta de carne de borrego cozida lentamente com grão-de-bico, ervas aromáticas e outros temperos.
Uma receita aconselha a aquecer óleo, azeite ou manteiga para dourar os pedaços de carne; nesta fase, a preparação ganha quando se mistura antes páprica, para corar e dar algum sabor à carne. A carne dourada é retirada do óleo e substituída por cebola e aipo; quando estes estão semi-cozidos, juntam-se os condimentos, como açafrão, canela, gengibre, noz moscada e tomate, que se deixam misturar durante alguns minutos, sendo depois acompanhados pela carne e caldo suficiente para fazer uma sopa forte. Junta-se grão de bico (de preferência, já cozido e sem pele) e lentilhas, sal e pimenta e deixa-se cozer em lume brando durante algum tempo. Serve-se com pedaços de limão (que se podem espremer na sopa, de acordo com o gosto de cada comensal) e folhas de salsa e coentro picadas.
Tradicionalmente, esta preparação é engrossada com “tedouira”, uma pasta de farinha de trigo, água, massa de tomate e ervas, que normalmente se prepara no dia anterior, se deixa fermentar e se mistura na harira depois do grão e das lentilhas já estarem cozidas. Como variantes, pode usar-se galinha ou carne de vaca, em vez do borrego, ou fazer um guisado vegetariano; outra possibilidade é juntar massas ou arroz, para substituir a tedouira.